# ماروچا
ماروچا (به مجاری:  Marócsa) یک منطقهٔ مسکونی در مجارستان است که در ناحیه شیه واقع شده‌است.